# Aspi
L'aspi era una mesura de longitud emprada en la filatura de cotó, que equivalia a 3 troques o a 30 madeixes de 500 canes cadascuna (15.000 canes), o 23.325 metres.